# نيلسون ريبوليدو
نيلسون ريبوليدو (بالإسبانية: Nelson Rebolledo)‏ هو لاعب كرة قدم ومدرب كرة قدم تشيلي في مركز ظهير ‏، ولد في 14 نوفمبر 1985 في رانكاغوا في تشيلي. لعب مع ديبورتيس إيكيكي وكوريكو يونيدو ونادي أونيفرسيداد دي تشيلي ونادي أوهيجينس وهواتشيباتو.

## وصلات خارجية
- نيلسون ريبوليدو على موقع قاعدة بيانات كرة القدم.إي يو (الإنجليزية)
- نيلسون ريبوليدو على موقع Soccerway.com (الإنجليزية)
- نيلسون ريبوليدو على موقع AS.com (الإسبانية)